# Michael Gray (DJ)
Michael Anthony Gray (* 25. Juli 1966 in Croydon) ist ein britischer House-DJ und -Produzent aus London. Bekannt wurde er 2005 mit der Single „The Weekend“.
1990 hatte er seinen ersten Hit, einen Mega-Mix aktueller Dance-Titel für die BRIT Awards 1990. 1994 gründete er mit Jon Pearn das House-Duo Full Intention, bei dem zahlreiche Singles und Remixe veröffentlicht wurden. 2004 startete er eine Solokarriere und hatte mit The Weekend, gesungen von Shena, seinen größten Hit. Es folgten eine Reihe von House-Tracks, oftmals mit Sängerinnen oder Sängern als Featuring. Er blieb als Solist sowie auch mit seinem Duo aktiv, als DJ erfolgten weltweite Auftritte.

## Diskografie (Auswahl)

### Alben
- 2007: Analog Is On

### Singles
- 2004: The Weekend (feat. Shena)
- 2005: Whatcha Gonna Do (feat. Maria Lawson)
- 2006: Borderline (feat. Shelly Poole)
- 2007: Somewhere Beyond  (feat. Steve Edwards)
- 2008: Ready For This (feat. Nanchang Nancy)
- 2009: You got me Twisted
- 2011: Piece of You (feat. Laura Kidd)
- 2013: Chasing Shadows (feat. Danielle Senior)